# Richard Hübers
Richard Hübers (Solingen, 10 de febrero de 1993) es un deportista alemán que compite en esgrima, especialista en la modalidad de sable.
Participó en los Juegos Olímpicos de Tokio 2020, ocupando el  lugar en la prueba por equipos. En los Juegos Europeos de Bakú 2015 obtuvo una medalla de bronce en la prueba por equipos.
Ganó tres medallas en el Campeonato Europeo de Esgrima entre los años 2014 y 2018.

## Palmarés internacional
| Juegos Europeos    | Juegos Europeos       | Juegos Europeos   | Juegos Europeos   |
| Año                | Lugar                 | Medalla           | Prueba            |
| ------------------ | --------------------- | ----------------- | ----------------- |
| 2015               | Bakú (Azerbaiyán)     | Medalla de bronce | Sable por equipos |
| Campeonato Europeo |                       |                   |                   |
| Año                | Lugar                 | Medalla           | Prueba            |
| 2014               | Estrasburgo (Francia) | Medalla de bronce | Sable por equipos |
| 2015               | Montreux (Suiza)      | Medalla de oro    | Sable por equipos |
| 2018               | Novi Sad (Serbia)     | Medalla de bronce | Sable por equipos |